# Фани Джанет Блънт
Фани Джанет Блънт (на английски: Fanny Janet Blunt) е британска писателка, живяла на Балканите.

## Биография
Родена е в 1840 година в цариградското предградие Терапия, Османската империя, в семейството на и Мери Зохраб и британския бизнесмен и дипломат Доналд Сандисън, представител на Британската източноиндийска компания и, след Еничерското въстание, консул в Бурса. Сестра ѝ София Сесилия Сандисън (1820 – 1892) е женена за дипломата Джон Огъстъс Лонгуърт. Израства в Бурса.
На 25 ноември 1858 година в Битоля се жени за Джон Илайджа Блънт (1832 – 1916), британски консул в Скопие, Битоля, Солун и Бостън.
В 1902 година семейство Блънт се установява на Малта.
В 1878 година издава в два тома ценния труд „Народите на Турция. Двадесет години живот между българи, гърци, албанци, турци и арменци“. В 1918 година издава „Моите спомени“, в която описва живота си с британски дипломат, и която също е ценен извор за социалните отношения на Балканите.
Умира в 1926 година във Валета на Малта.